# 美國空軍第361情報監視偵察大隊
第361情報監視偵察大隊（361 ISR Group），是一個位於佛羅里達州赫爾伯特的美国空军情報機關。

## 任務
此中隊專為美国空军特种作战司令部的空勤人員威脅警告和增強態勢感知。

## 上級單位
- 1943年12月1日，美國第一航空隊
- 1944年1月5日 – 1944年10月5日，美國第三航空隊
- 2008年10月29日 – 2015年1月18日，空軍情報監視偵察局（英语：Air Force Intelligence, Surveillance and Reconnaissance Agency）
- 2015年1月18日至今，第363情報監視偵察聯隊（英语：363d Intelligence, Surveillance and Reconnaissance Wing）

## 分部
- 第1攝影中隊，1943年12月1日 - 1944年10月5日
- 第3照相中隊，1943年12月1日 - 1944年10月5日
- 第19攝影中隊，1943年12月1日 - 1944年10月5日
- 第19情報中隊 - 波普空軍基地，？ - 現在
- 第25情報中隊 - 赫爾伯特，1993年1月10日 - 現在

## 基地
- 1943年12月1日，雷丁陸軍機場，賓夕法尼亞州
- 1944年1月5日 - 10月5日，佛羅里達州麥克迪爾
- 2008年10月29日 - 現在，赫爾伯特，佛羅里達州